# St. Vitus (Dittigheim)

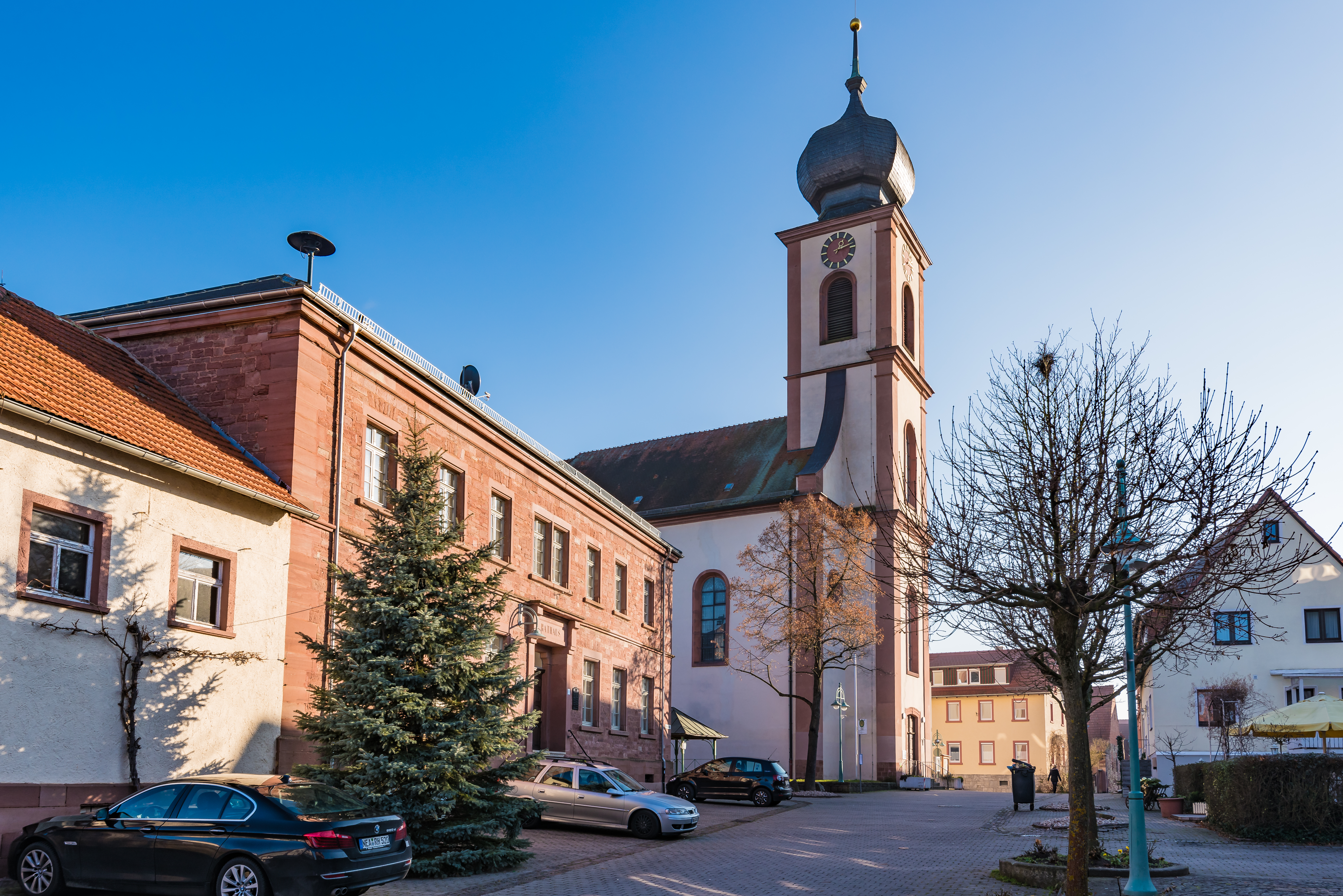
Nahansicht der St.-Vitus-Kirche

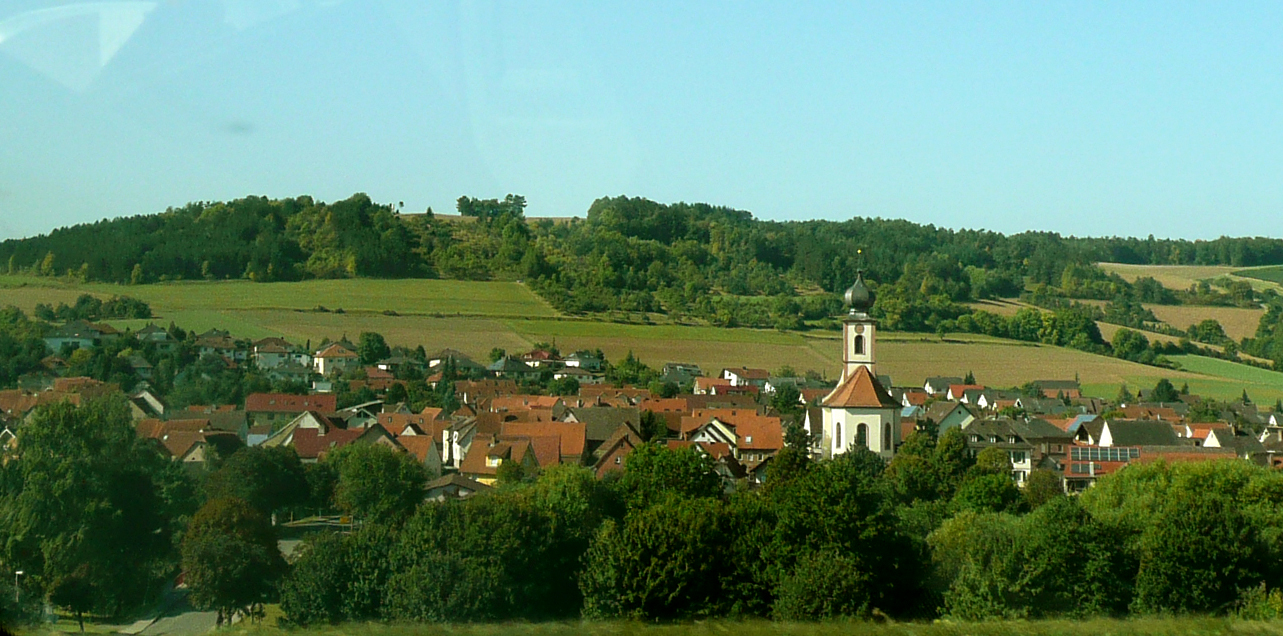
Dittigheim

Die Kirche St. Vitus in Dittigheim, einem Stadtteil von Tauberbischofsheim im Main-Tauber-Kreis in Baden-Württemberg, ist ein nach Entwürfen von Balthasar Neumann unter der Leitung des Ingenieur-Hauptmanns Johann Georg Müller errichtetes barockes Kirchengebäude.

## Geschichte
St. Vitus wurde als Nachfolger einer dreischiffigen Pfeilerbasilika aus dem 12. Jahrhundert errichtet. Der Grundstein für das einschiffige Bauwerk mit Volutendecke, eingezogenem Chor und 36 Meter hohem Kirchturm mit Zwiebelhaube wurde am 18. Juni 1748 gelegt. Fertiggestellt wurde die Kirche im Jahr 1752. 1786 wurde durch Papst Clemens XIII. eine Reliquie des St. Vitus übergeben. Im Jahr 1846 wurden die Altäre renoviert und eine zweite Empore wurde eingezogen. Der Innenanstrich wurde 1879 erneuert. Dabei wurden etliche Gemälde übermalt. Den barocken Engeln wurden damals  Mullkleidchen angezogen. 1908 und 1909 wurden diverse Reparaturen ausgeführt; 1927 bis 1930 die Altäre neu vergoldet.
Die Veränderungen aus dem 19. Jahrhundert wurden während der Restaurierung der Kirche in den Jahren 1978 bis 1982 rückgängig gemacht.
Die Kirche St. Vitus gehört zur Seelsorgeeinheit Tauberbischofsheim, die dem Dekanat Tauberbischofsheim des Erzbistums Freiburg zugeordnet ist.

## Ausstattung

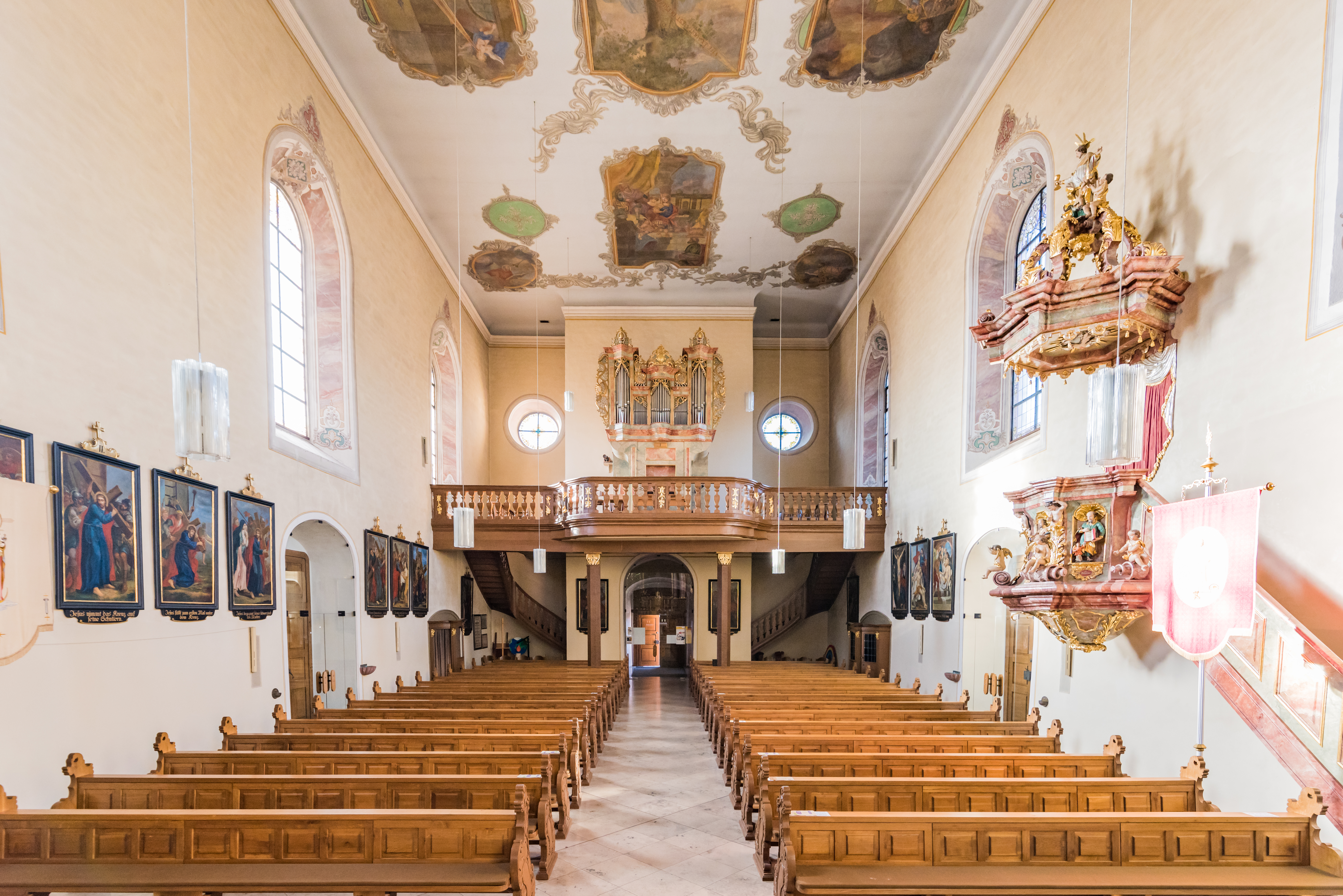
Innenansicht in Richtung Empore und Orgel; oben das Deckengemälde im Langhaus

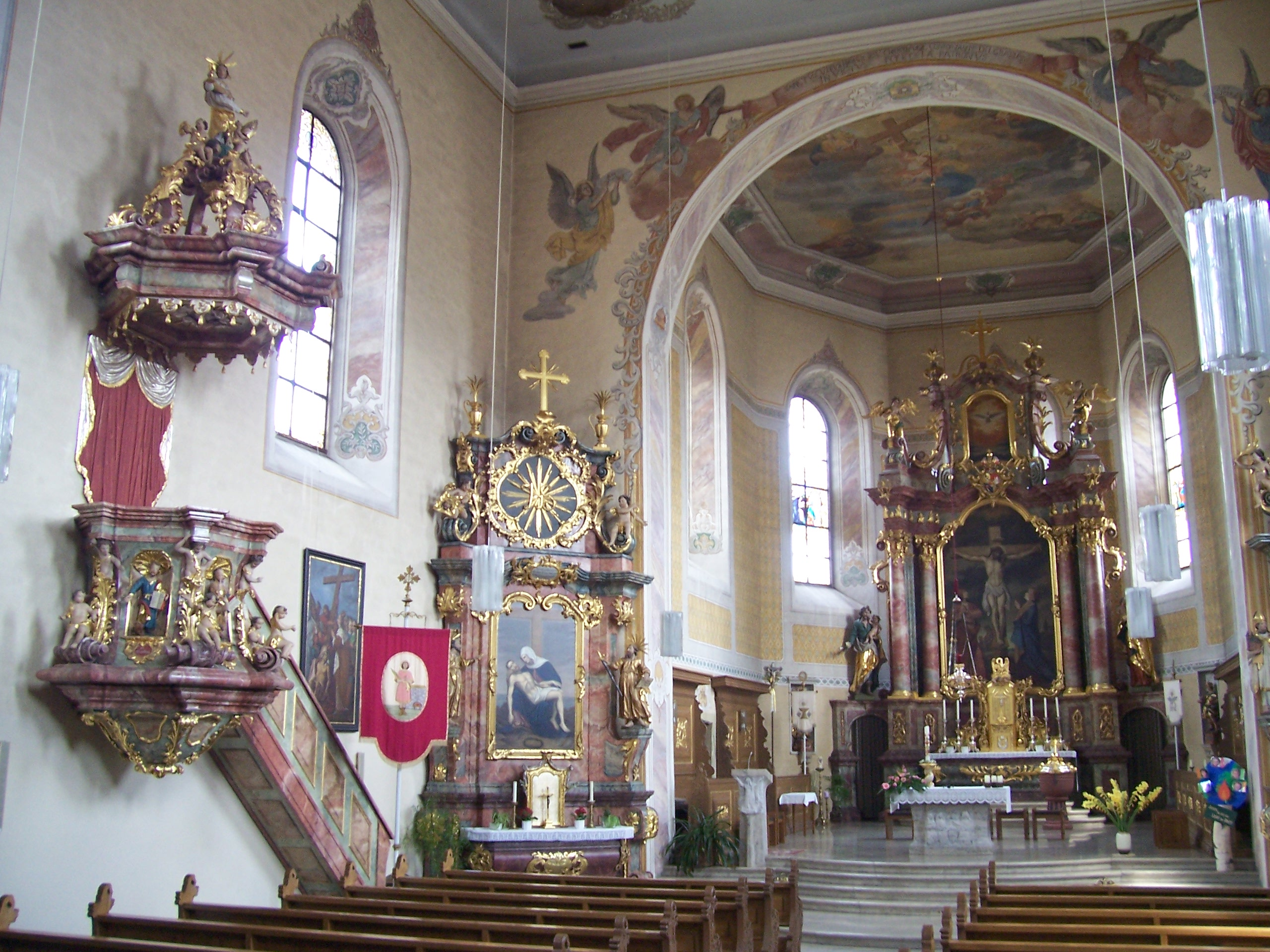
Innenansicht in Richtung Altar mit dem Deckengemälde im Chor

### Deckengemälde im Langhaus
An der Decke des Langhauses befinden sich fünf Gemälde, die die Geschichte des Kirchenpatrons erzählen. Die Gemälde sind in Kreuzform angeordnet und in den Ecken von vier Medaillons eingerahmt.
Über der Orgelempore ist Vitus mit Modestus und Crescentia vor dem Richter Valerian zu sehen. Frau Welt möchte ihn mit Reichtum und Schmuck aus ihrem Füllhorn in Versuchung führen, doch Vitus entscheidet sich für den Kessel mit siedendem Öl.
Das Fresko in der Mitte der Decke thematisiert die Ankündigung des baldigen Todes des Kirchenpatrons. Crescentia und Modestus haben sich in einer Flusslandschaft zum Sterben niedergelegt bzw. hingesetzt, während der betende Vitus auf der rechten Seite des Bildes kniet und von einem Lichtstrahl getroffen wird, in dem die Worte „Vite, exaudita est deprecatio tua“ (Vitus, dein Gebet ist erhört worden) stehen.
Links von diesem zentralen Gemälde sind die Folterungen des heiligen Vitus dargestellt. Valerian flieht auf diesem Bild vor den Naturgewalten, während ein Engel versucht, den Gefolterten zu retten. Das rechte Gemälde zeigt Vitus im Gefängnis, der wiederum eine himmlische Botschaft in einem Lichtstrahl empfängt. Diesmal wird ihm in dem Text im Lichtstrahl Schutz zugesichert, der außerdem durch einen Engel verkörpert wird, der Vitus beisteht.
Vor dem Chorbogen befindet sich das fünfte Fresko. Es zeigt, wie Vitus und seine Begleiter den Löwen vorgeworfen werden, die sie aber am Leben lassen.
In den Medaillons, die die Ecken der Kirchendecke schmücken, sind Ambrosius von Mailand, Augustinus von Hippo, Hieronymus und Gregor der Große zu sehen.

### Deckengemälde im Chor
Auf dem Deckengemälde im Chor ist die Heilige Dreifaltigkeit sowie die Befreiung des heiligen Vitus aus dem Kessel mit siedendem Öl zu sehen. Er wird von Engeln in den Himmel geleitet. Dieses Deckengemälde ist von Bildnissen der vier Evangelisten sowie sieben Medaillons, die für die Sakramente stehen, umgeben.

### Altäre

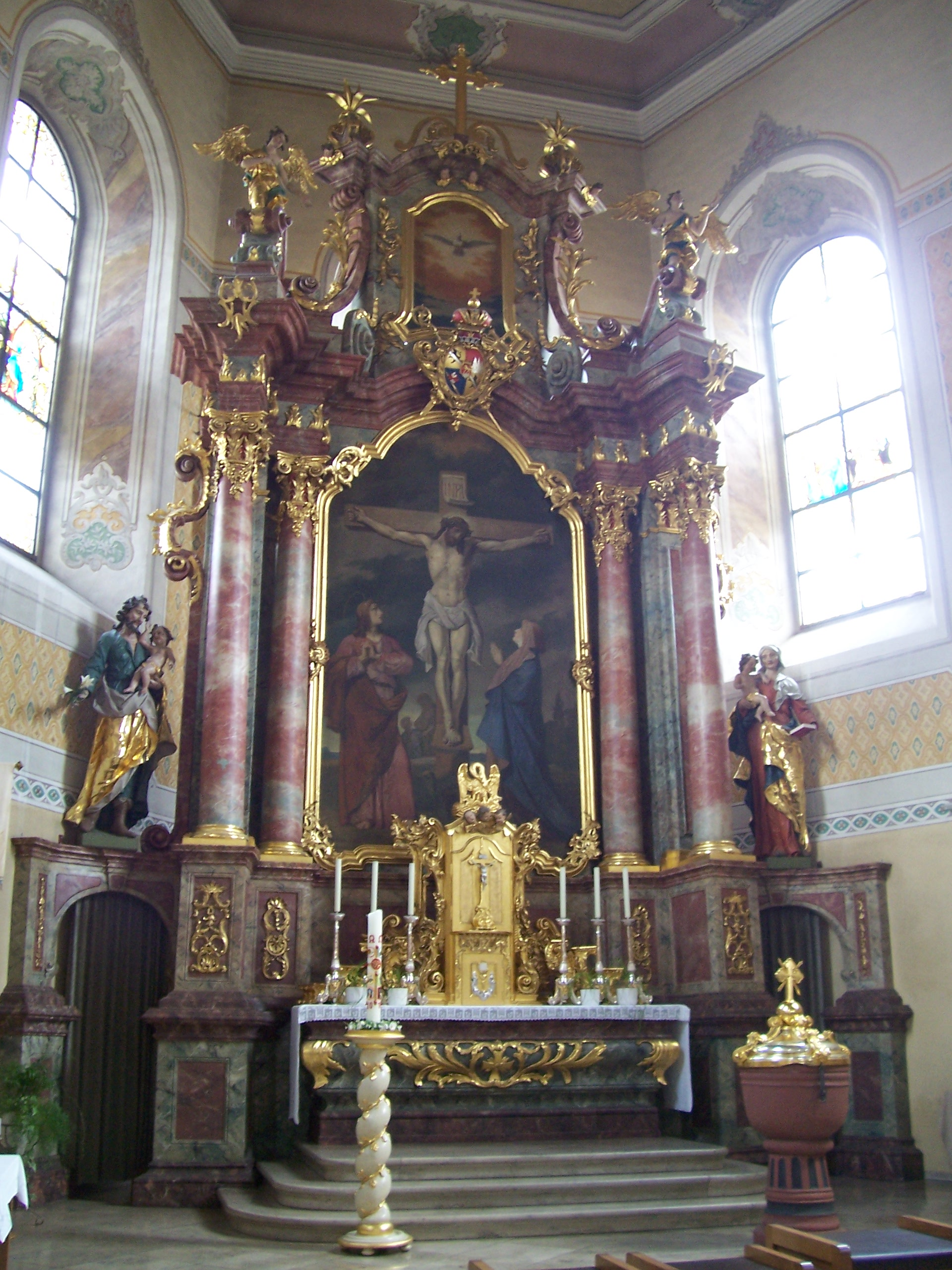
Hochaltar in St. Vitus in Dittigheim

Der Hochaltar stammt von Mathias Walser aus Würzburg. Er wurde 1754 vollendet. Einst enthielt er ein Bild des heiligen Vitus im Ölkessel, das aber 1880 ersetzt wurde und heute als verschollen gilt. Das spätere Bild wurde von Wilhelm Dürr geschaffen und zeigt Christus am Kreuz. Zu seinen Füßen trauern Maria und Johannes. Ein weiteres Bild oberhalb dieser Darstellung zeigt eine Taube als Verkörperung des Heiligen Geistes.
Der Altar, der 600 Gulden kostete, wurde von Carl von Schönborn gestiftet, weshalb auch der Wappenschild dieses Fürstbischofs zwischen den beiden Gemälden angebracht ist. Links und rechts des Hochaltars stehen zwei Statuen, links der heilige Joseph mit dem Jesuskind, rechts Anna mit Maria als Kind.
In den Seitennischen neben dem Hochaltar befinden sich zwei weitere Statuen, links eine Strahlenmadonna aus der Zeit um 1700 von Balthasar Esterbauer, rechts der heilige Vitus in einer barocken Darstellung.
Den Tabernakel schuf ein Würzburger Bildhauer namens Auwera. Er wird bekrönt von einem Pelikan als Symbol des Opfertodes Christi.
Zelebrationsaltar und Ambo stammen aus dem 20. Jahrhundert. Die Werke des Würzburger Bildhauers Ernst Singer wurden 1990 konsekriert. Beide wurden aus gelbem Krensheimer Jura geschaffen. Der Ambo zeigt den auferstandenen Christus, der Zelebrationsaltar auf der Vorderseite das Mahl des Auferstandenen mit den Emmausjüngern, auf der Rückseite die Frauen am leeren Grab, die von einem Engel über die Auferstehung unterrichtet werden. Eingerahmt wird diese Szene durch Trauben und Ähren.
Der linke Seitenaltar enthielt einst ein Bild des Nikolaus von Myra. Dieses Altarbild wurde aber 1878 durch eine Pietà ersetzt, das vom Kunstverlag Woerlin in Würzburg stammt. Eine Petrus- und eine Paulusstatue rahmen die Pietà ein. Die Figuren stammen von Franz Ignatz Schäfer aus Karlstadt und wurden 1768 geschaffen. Die Holzarbeiten des einstigen Nikolausaltares schuf Mathias Walser.
Der rechte Seitenaltar enthält als einziger Altar der Kirche noch das originale Bild aus dem Jahr 1752. Es stammt von Johann Matthias Wolcker und stellt Maria als Kind mit ihren Eltern dar. Über dieser Szene sind die heilige Dreifaltigkeit, der heilige Geist als Taube sowie Jesus im Kindesalter zu sehen. Eingerahmt wird dieses Bild von den Figuren des heiligen Wolfgang und des Nikolaus von Myra.

### Kanzel und Kreuzweg
Die Kanzel stammt aus einem älteren Bauwerk: Sie wurde 1753 aus dem Prämonstratenserkloster Gerlachsheim übernommen. Auf dem Schalldeckel ist der heilige Norbert zu sehen, der gegen den Irrlehrer Tanchelm kämpft. Der untere Teil der Kanzel ist mit Abbildungen der vier Evangelisten geschmückt, die von Knaben und Engeln umgeben sind.
Am Treppenaufgang zur Kanzel befindet sich ein Bild mit der Auffindung des Kreuzes durch die heilige Helena. Diese Darstellung ergänzt einen Kreuzweg mit 14 Stationen, der im Jahr 1879 in der Kirche angebracht wurde.

### Taufstein
Der Taufstein ist ein Relikt aus dem romanischen Vorgängerbau der Veitskirche. Auf dem oberen Rand ist eine Inschrift eingemeißelt, die bekundet, dass am 29. Juli 1598 die erste Taufe vorgenommen wurde; Pfarrer war Caspar Dierlein. Der Deckel des Taufsteins stammt aus dem Jahr 1992.

### Gestühl
Das Gestühl wurde von Schreinermeister Adam Heffner in Grünsfeld geschaffen. Die ursprünglichen Wangen dieser Bänke wurden bei der Restaurierung der Inneneinrichtung im 20. Jahrhundert weiterverwendet.

### Fenster
Die Kirchenfenster des Chores stammen aus dem Jahr 1909, die des Langhauses aus dem Jahr 1916. Auf den Chorfenstern ist links die Übergabe des Rosenkranzes an den heiligen Dominikus durch die Gottesmutter zu sehen, rechts ist die Heilige Familie dargestellt.

### Glocken
Von den ursprünglichen Glocken ist nur eine erhalten. Sie stammt aus dem Jahr 1550 und wurde von Hans Glockengießer in Nürnberg geschaffen. Diese Glocke ist mit einer lateinischen Aufschrift, einer Darstellung der Kreuzigung, Maria mit dem Jesuskind, dem heiligen Martin und zwei Königen geschmückt. Die übrigen Glocken wurden im Ersten und Zweiten Weltkrieg eingeschmolzen und 1958 durch drei Glocken der Glockengießerei Bachert ersetzt. Sie werden als Marien-, Josefs- und Vitusglocke bezeichnet und sind dementsprechend geschmückt.
Die Glocken werden elektrisch angetrieben. Das Uhrwerk aus dem Jahr 1908 wurde von Pfarrer Wilhelm Both gestiftet. Die Uhr wurde 1959 erneuert.
| Glocke | 0Name0 | Gießer                                          | Gussjahr | Durchmesser | Gewicht | Schlagton |
| ------ | ------ | ----------------------------------------------- | -------- | ----------- | ------- | --------- |
| 1      |        | unbezeichnet (Hans Glockengieser III, Nürnberg) | 16. Jh.  | 1104 mm     | 820 kg  | gis′+1    |
| 2      | Maria  | Glockengießerei Bachert, Kochendorf             | 1958     | 860 mm      | 394 kg  | h′+1      |
| 3      | Josef  | Glockengießerei Bachert, Kochendorf             | 1958     | 757 mm      | 276 kg  | cis″+2    |
| 4      | Vitus  | Glockengießerei Bachert, Kochendorf             | 1958     | 656 mm      | 196 kg  | dis″±0    |

### Orgel
Während das Gehäuse der ursprünglichen Seuffert-Orgel aus dem Jahr 1752 bis heute erhalten blieb, wurde das Instrument selbst im Laufe der Jahrhundert mehrmals umgebaut: 1846 wurde es auf die neu eingezogene zweite Empore versetzt, 1914 durch ein Werk Wilhelm Bader sen. ersetzt. Zuletzt wurde die Orgel 1988 von der Firma Orgelbau Vleugels erneuert.

## Radwegekirche
Die Vituskirche ist mit ihrer Lage am Taubertalradweg als Radwegekirche ausgewiesen.